# Рощино (Хабаровський район)
Ро́щино (рос. Рощино) — село у складі Хабаровського району Хабаровського краю, Росія. Входить до складу Корсаковського сільського поселення.

## Населення
Населення — 746 осіб (2010; 754 у 2002).
Національний склад (станом на 2002 рік):
- росіяни — 92 %